# تاکهیرو تاناکوبو
تاکهیرو تاناکوبو (به انگلیسی: Takehiro Kanakubo) زاده ۱ ژوئیهٔ ۱۹۸۶، کشتی‌گیر کشور ژاپن است. از افتخارات وی می‌توان به کسب مدال نقره بازی‌های آسیایی ۲۰۱۴ اشاره کرد.